# Democratische Partij van Slovenië
De Democratische Partij van Slovenië (Sloveens:Demokratska stranka Slovenije), ook Demokrati Slovenije genoemd en afgekort tot DS, is een Sloveense politieke partij, die werd opgericht op 12 maart 1994. De partij is voortgekomen uit de Democratische Partij, die in 1994 opging in de Liberale Democratie van Slovenië. De partij heeft sinds haar bestaan geen succes geboekt: bij landelijke verkiezingen behaalde zij 2,68 % (1996), 0,75% (2000), 0,28 % (2004), hetgeen geen zetels opleverde. De Democratische Partij is sporadisch in het lokaal bestuur vertegenwoordigd. Voorzitter is Mihael Jurak. 

## Bekende Personen
- Tone Peršak (lid van de staatsraad en burgemeester van Trzin)
- Anton Rous (overgestapt naar Sloveens Forum, in 1996 naar DeSUS, sinds december 2004 staatssecretaris)
- Danica Simčič (overgestapt naar ZLSD, sinds december 2002 burgemeester van Ljubljana)